# Свети Илия (Мокриево)
Вижте пояснителната страница за други значения на Свети Илия.
„Свети Илия“ (на македонска литературна норма: „Свети Илија“) е раннохристиянска базилика край струмишкото село Мокриево, Северна Македония.
Базиликата е открита в края на XIX век на три километра от селото, на рид в Беласица, който доминира над околността. Датирана е в раннохристиянската епоха. Край църквата е била открита и плоча с български надпис, която е унищожена.
Митрополит Герасим Струмишки в статията си „Материали по географията. Струмишко“, публикувана в пловдивското списание „Библиотека“ в 1896 – 1897 година пише за Мокриево, тогава наричано Макриево:
| „ | Има развалини на двѣ стари църкви. Прѣди 6 години при едната отъ тѣхъ, като раскопали, намѣрили една голѣма плоча съ старо славянски надписъ. При всичкото ми желание, не можахъ да вида тази плоча, защото за намѣрваньето на въпросната плоча гъркоманетѣ отъ града се научили и по единъ ужъ ученолюбивъ начинъ дигнали плочата и ѭ хвърлили въ трапа на неизвѣстностьта. | “ |